# Korpus narodne odbrane Jugoslavije

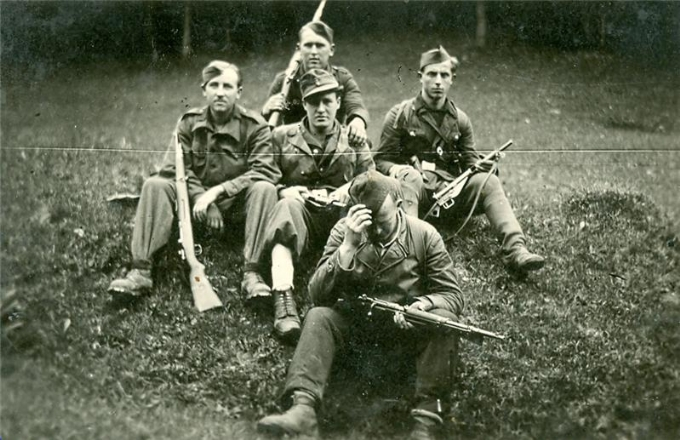
Angehörige des KNOJ in Slowenien (1944)

Das Korps zur Volksverteidigung Jugoslawiens (serbokroatisch Корпус народне одбране Југославије Korpus narodne odbrane Jugoslavije, mazedonisch Корпус на народна одбрана Југославија, slowenisch Korpus narodne obrambe Jugoslavije), kurz KNOJ, war die Spezialeinheit des OZNA, des Militärnachrichtendienstes Jugoslawiens. Der 1944 gegründete KNOJ war maßgeblich für die massenhafte Liquidation von zehntausender sogenannter „volksfeindlicher Elemente“ verantwortlich. Der KNOJ wurde nach Januar 1953 aufgelöst und seine Zuständigkeiten auf die Grenztruppen (Granična jedinica) und Volksmiliz (Narodna milicija) übertragen.

## Geschichte
Der KNOJ entstand aufgrund einer Gründungsdirektive von Josip Broz Tito vom 15. August 1944. Die Gründung erfolgte, da das Personal des militärischen Nachrichtendienstes OZNA für die vielen Liquidierungen nicht ausreichte und eigentlich andere Aufgaben hatte. Es war „unmittelbar […] dem Volksschutzbeauftragten (Tito) unterstellt, der das Korps über den Leiter der Volksschutzabteilung der Volksverteidigungskommission KNOJ (Aleksandar Ranković) leitet“.
Diese Parallelarmee umfasste zu Spitzenzeiten etwa 80.000 Mann. Der erste Kommandant war Jovan Vukotić (1907–1982) und die Aufsicht lag beim Politkommissar Vlado Janić (1904–1991). Der KNOJ war selten an der Front eingesetzt, sondern organisierte unter der Leitung und Aufsicht der OZNA die Massenexekutionen und führte sie aus.

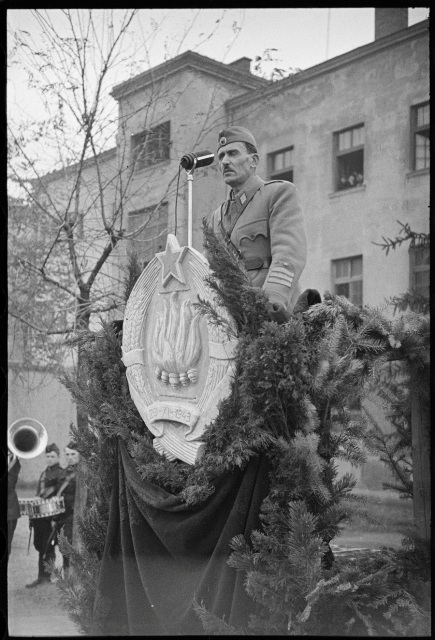
Kommandant Jovan Vukotić bei seiner Rede zur Vereidigung der Rekruten der Ersten Belgrader Brigade des KNOJ in Belgrad am 24. November 1944.